# Giải Aymé Poirson
Giải Aymé Poirson là một giải thưởng của Viện hàn lâm Khoa học Pháp dành cho một công trình ứng dụng khoa học vào công nghiệp. 
Giải này được thiết lập năm 1965 và mang tên vị giám đốc đầu tiên của "Institut Polytechnique de l'Ouest" (IPO) từ năm 1919 tới năm 1934, nay là École centrale de Nantes.

## Những người đoạt giải
- 1965: Jean Plateau
- 1969: Gérard Pinard Legry
- 1973: Yves Bresson & Jean-Alfred Odier
- 1977: Henri Mermoz
- 1980: Marie-Claude Chalabreysse, Pierre Delvalle, Pierre Frémeagia & Louis Pesme
- 1983: Georges Bret
- 1986: Roger Cohen-Adad
- 1989: Jean-François Drogou & Noël Crenne
- 1992: Marcel Garnier
- 1995: Hervé Arribart
- 2000: Jacqueline Belloni
- 2001: Philippe Davy
- 2004: Bijan Mohammadi
- 2006: Frédéric Guichard
- 2008: Myriam Pannetier-Lecœur & Claude Fermon
- 2010: Yves Bréchet
- 2012: Michel Armand
- 2014: Frédéric Barbaresco, pour ses travaux sur le radar à partir des travaux du mathématicien René Maurice Fréchet[1].